# Compañía del Gran Pará y Maranhão

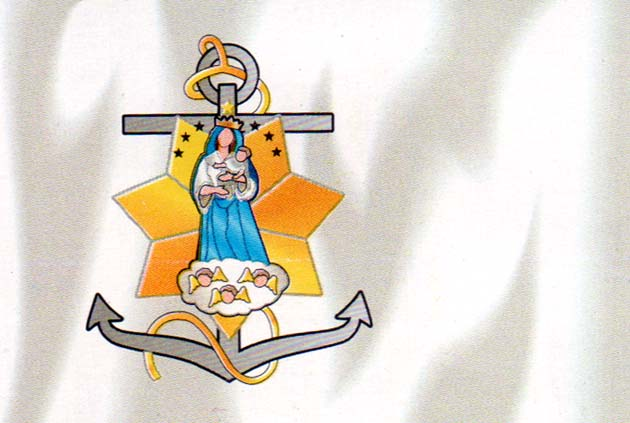
Bandera de la Compañía del Gran Pará y Maranhão.

La Compañía del Gran Pará Y Maranhão (en portugués: Companhia Geral de Comércio  Grão-Pará e Maranhão) fue una empresa fletada portuguesa creada por Portugal en 1757 y sirvió a la colonia del estado de  Grão-Pará y Maranhão, con sede en la colonia portuguesa en Brasil. Se consideró oficialmente que los empleados de la empresa estaban al servicio de Su Majestad, y eran responsables directamente ante Lisboa.

## Historia
La empresa autorizada fue fundada por el Marqués de Pombal, quien entonces era un poderoso ministro portugués, para desarrollar y controlar la actividad comercial en el estado de Grão-Pará y Maranhão; incluyendo un monopolio del comercio de esclavos africanos, dada la prohibición de esclavizar a los pueblos indígenas de la región, y del transporte naval de todas las mercancías de la región por un período de 20 años. Al acumular tantos privilegios, la empresa constituida también provocó resentimiento hacia las élites locales, las cuales fueron desatentidas por el Marqués de Pombal, que quería proteger sus intereses financieros en la región. Una ventaja adicional para el gobierno fue que su control de la empresa le dio los medios para encubrir la práctica generalizada del contrabando y evasión de impuestos.
Con todas las actividades de la compañía, el comercio con Portugal, el cual previamente era mínimo empezó para prosperar. Los barcos de la compañía partieron de Belém, fundada en 1616 por el reino, cargados de arroz, algodón, cacao, jengibre, madera y plantas medicinales, además del tráfico de esclavo. Entre 1755 y 1777, la población estimada de los esclavos africanos -  que habían sido sacados de sus hogares en Cacheu, Bissau y Angola - creció de 3,000 a 12,000, todos los cuales habían sido comprados con fondos de la empresa.
Con la muerte del Rey de Portugal, Joseph I, y tras la caída de su poderoso estadista, el Marques de Pombal, el período conocido como Viradeira empezó. María I de Portugal, e hija de José I, se enfrentó a todas las políticas del Marqués de Pombal, y en 1778, no solo recovó el monopolio sino que cerró la propia empresa.